# Cadmi(II) sulfide
Cadmi(II) sulfide là một hợp chất vô cơ với công thức hóa học được quy định là CdS. Hợp chất này tồn tại dưới dạng thức là một chất rắn màu vàng. Cadmi(II) sulfide tồn tại trong tự nhiên với hai cấu trúc tinh thể khác nhau, với các tên gọi khác nhau là khoáng chất hiếm greenockit và hawleyit, nhưng phổ biến hơn như là một chất nền tạp chất trong quặng kẽm cấu trúc tương tự sphalerit và wurtzit, các hợp chất này cũng là giá trị thương mại chính của nguyên tố cadmi. Là một hợp chất dễ dàng cô lập và tinh chế, nó là nguồn chính của nguyên tố cadmi cho tất cả các ứng dụng về thương mại. Màu sắc vàng sống động của nó đã dẫn đến sự thừa nhận của nó như là một sắc tố cho sơn màu vàng "cadmi vàng" trong thế kỷ 18.

## An toàn
Cadmi(II) sulfide là một hợp chất có độc tính cao, đặc biệt nếu hít phải như bụi, và các hợp chất cadmi nói chung được phân loại là các chất gây ung thư. Ngoài ra, các vấn đề về sự tương thích sinh học đã được báo cáo khi CdS được sử dụng làm màu trong các hình xăm.